# L'Odyssée de l'espace
Pour plus de détails, voir Fiche technique et Distribution.
L'Odyssée de l'espace (O-Solar-Meow) est un cartoon de Tom et Jerry réalisé par Abe Levitow, produit par la Metro-Goldwyn-Mayer sorti en 1967.

## Musique
- Eugene Poddany